# Lansing (Minnesota)
Lansing est une census-designated place située dans le comté de Mower, dans l’État du Minnesota, aux États-Unis. Lors du recensement de 2020, elle comptait 132 habitants.